# Interferon alfakon-1
Interferon alfakon-1 je rekombinacioni analog tip-I interferona. Njegova 166 aminokiselina duga sekvuenca je izvedena iz nekoliko prirodnih interferona alfa zadržavanjem najzastupljenije aminokiseline u svakoj poziciji. Četiri dodatne promene aminokiselina su napravljene radi konstruisanja molekula. DNK sekvenca molekula je formirana putem hemijske sinteze. Interferon alfakon-1 se razlikuje od interferona alfa-2b u 20/166 aminokiselinama (88% su homologni), dok sa interferonom beta ima više od 30% identičnih aminokiselinskih pozicija. Interferon alfakon-1 je formiran pomoću bakterije Escherichia coli nakon genetičke promene kojom je uneta sintetički konstruisana sekvenca.

## Literatura
- Hardman JG, Limbird LE, Gilman AG (2001). Goodman & Gilman's The Pharmacological Basis of Therapeutics (10. изд.). New York: McGraw-Hill. ISBN 0071354697. doi:10.1036/0071422803.
- Thomas L. Lemke; David A. Williams, ур. (2007). Foye's Principles of Medicinal Chemistry (6. изд.). Baltimore: Lippincott Willams & Wilkins. ISBN 0781768799.

## Spoljašnje veze
|  | Molimo Vas, obratite pažnju na važno upozorenje u vezi sa temama iz oblasti medicine (zdravlja). |